# Propilbenceno
El propilbenceno o fenilpropano es un hidrocarburo aromático. Inflamable (punto de ignición: 86 °F). Es moderadamente tóxico por ingestión, absorción cutánea e inhalación. Es preparado por la acción de cloruro de bencilmagnesio sobre el sulfato de dietilo o a partir de la reducción de Clemmensen de la propiofenona. Puede dar reacciones vigorosas o explosivas por su contacto con otros hidrocarburos aromáticos o agentes oxidantes. Puede reaccionar exotérmicamente con bases y diazocompuestos.
El núcleo de benceno se puede halogenar, nitrar, sulfonar y alquilar. Se utiliza en la industria de pigmentos y tintas. Se utiliza como disolvente del acetato de celulosa.

## Fenilpropanoides
Los fenilpropanoides son moléculas naturales que provienen de la ruta del ácido shikímico. (Compuestos tipo C6C3). En plantas, el primer paso es la eliminación del nitrógeno de la fenilalanina en forma de amoniaco para generar el ácido trans-cinámico (En el caso de la tirosina se forma Ácido p-coumárico) Todas las plantas pueden desaminar fenilalanina por medio de la fenilalanina amoniaco liasa (PAL), pero la desaminación de tirosina parece ser más restringida a miembros de la familia Poaceae. La tirosina amoniaco liasa (TAL) ha sido encontrada en plantas y bacterias. Aquellos organismos que no pueden desaminar la tirosina obtienen el ácido p-coumárico por hidroxilación del ácido cinámico.
- Derivados del ácido cinámico
- Fenilpiruvatos y fenil lactatos
- Fenilpropenos